# 梵克雅宝

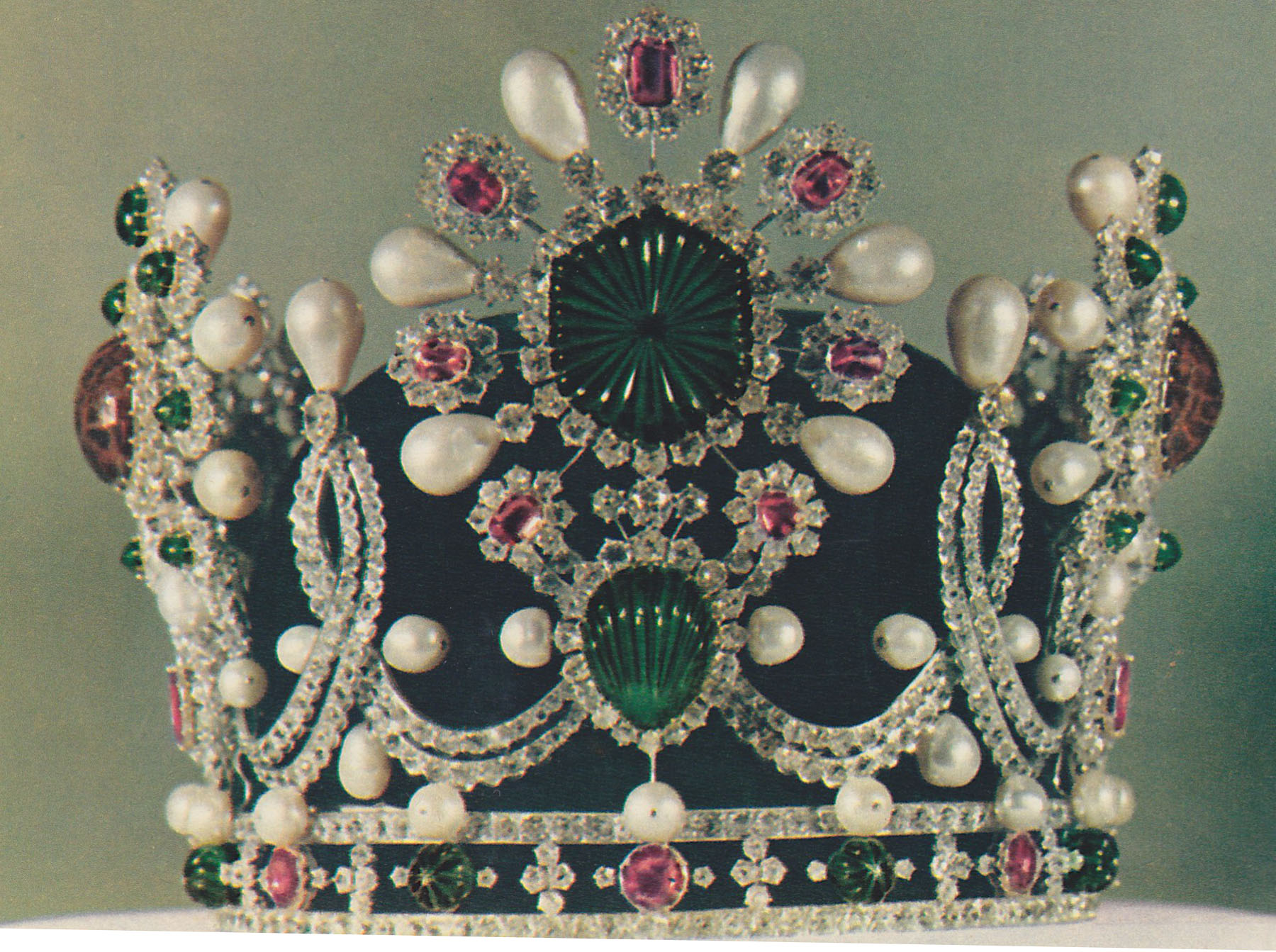
梵克雅宝設計的后冠，伊朗皇后法拉赫·巴列維於1967年加冕典禮中佩帶。

梵克雅宝（法語：Van Cleef & Arpels）是法国一家頂級奢侈品珠宝、手表和香水品牌，现属于歷峰集團。梵克雅寶主要專精於寶石工藝，特別是一套被稱為「隱密式鑲嵌」的寶石鑲嵌過程為其主要商品特點。

## 歷史
梵克雅宝是於1896年由阿尔弗雷德·范克莱夫（Alfred Van Cleef）和萨洛蒙·阿佩尔（Salomon Arpels）創立，以設計和製作寶石飾物為主。1906年阿尔弗雷德·范克莱夫去世，其家族於同年，在巴黎芳登广场22号开设了第一家精品店。1925年梵克雅宝設計的首飾贏得了當時國際設計大獎，自此梵克雅宝聲名鵲起。

## 旗艦店
- 法國巴黎芳登廣場22號
- 瑞士日內瓦
- 義大利米蘭
- 美国紐約第五大道
- 英国倫敦龐德街
- 日本東京
- 中華民國台北信義區忠孝東路五段68號1樓
- 中国上海
- 香港中環太子大廈(亞洲首家旗艦店)

## 外部連結
- 官方網站 （页面存档备份，存于）